# Sporotrichum griseum
Sporotrichum griseum är en svampart som beskrevs av Link 1809. Sporotrichum griseum ingår i släktet Sporotrichum och familjen Fomitopsidaceae.   Inga underarter finns listade i Catalogue of Life.